# Protestos contra respostas à pandemia de COVID-19
Houve protestos e manifestações em todo o mundo contra respostas à pandemia de COVID-19 por órgãos governamentais. Esses protestos foram semelhantes aos protestos da Liga Anti-Máscara de São Francisco, durante a pandemia de 1918. Esses protestos foram separados dos vários ataques que também ocorreram.

### Quarentena mundial

Em azul escuro, países sob quarentena total e em azul claro, sob quarentena parcial.

## Por país

### África

#### Quênia
Em 28 de março de 2020, foram relatados distúrbios na ilha de Mombaça, no Quênia. Como resultado de vários cidadãos tentando pegar a última balsa que os transportaria para o continente, a polícia teve que intervir com gás lacrimogêneo.
Em 17 de abril, durante a distribuição de alimentos às pessoas afetadas pela quarentena, foram relatados incidentes entre a população de Nairóbi tentando armazenar o máximo de comida possível, a polícia teve que intervir e usar a força para dispersá-los.

#### Malawi
Em 17 de abril de 2020, no Malawi, os comerciantes foram reprimidos pela polícia nacional em Blantyre e Mzuzu, enquanto realizavam uma parada e bloqueio de estradas em protesto ao confinamento, o governo do país africano foi acusado pelas organizações de direitos humanos de não conceberem um plano econômico para amortecer as consequências do confinamento obrigatório, a Suprema Corte do Malawi concordou com os direitos humanos e ordenou ao governo que a medida de quarentena fosse adiada por pelo menos sete dias.

#### Níger
Em 21 de abril de 2020, o governo do Níger prendeu 100 pessoas e encarcerou 10 que participaram de protestos em 17 e 19 de abril contra políticas de contenção obrigatórias.

### Canadá
- Protestos de caminhoneiros no Canadá

#### Brasil
Em 19 de abril de 2020, nos estados do Brasil, foram registradas manifestações pedindo a interrupção da quarentena de seus respectivos governadores, entre as quais a de realizar uma intervenção militar para fechar o Congresso, o próprio presidente da nação Jair Bolsonaro participou dos protestos.

#### Bolívia
Em 8 de abril de 2020, em um campo de quarentena chamado Tata Santiago, formado pelo exército boliviano na fronteira com o Chile, um grupo de bolivianos transferidos se levantou e começou a atirar pedras nas forças armadas, a intenção dos nacionais era evitar o quarentena, manifestantes fugiram roubando um rifle do exército, as autoridades informaram que essas ações são incentivadas pelo Movimento para o Socialismo a "desestabilizar a quarentena", a arma roubada foi recuperada no território chileno e devolvida ao exército de acordo com protocolos internacionais.

#### Colômbia
Em 24 de março de 2020, nos departamentos de Meta e Guaviare, houve distúrbios por parte de comerciantes e cidadãos que não podiam se mobilizar devido ao bloqueio de estradas.
Desde 6 de abril de 2020, são registrados tumultos e violentos protestos na Colômbia, iniciados em Bogotá por pessoas que alegam falta de apoio financeiro para ficarem em casa. Em Medellín, Cali e Bogotá, houve saques nos centros de alimentação e panelaços. Em 15 de abril, um grupo de médicos de Santa Rosa de Cabal, se manifestaram por falta de garantias para o atendimento de pacientes com COVID-19. Um toque de recolher foi declarado em Fundación de 20 a 21 de abril de 2020. O Presidente Iván Duque descreveu-os como "pessoas animadas que procuram criar ódio de classe"., Nesse mesmo dia, em Ciudad Bolívar, um subúrbio de Bogotá, quando alimentos foram entregues, se iniciou um tumulto, resultando em quatro feridos.

#### México
Desde o início de março, grupos de médicos e enfermeiros saíram às ruas para protestar exigindo maior segurança à saúde, pois estavam expostos na linha de frente da pandemia.
Em 2 de abril de 2020, a polícia mexicana confrontou comerciantes de Cuajimalpa, na Cidade do México, devido à recusa destes em cumprir o fechamento de seus negócios no centro da cidade.

#### Estados Unidos

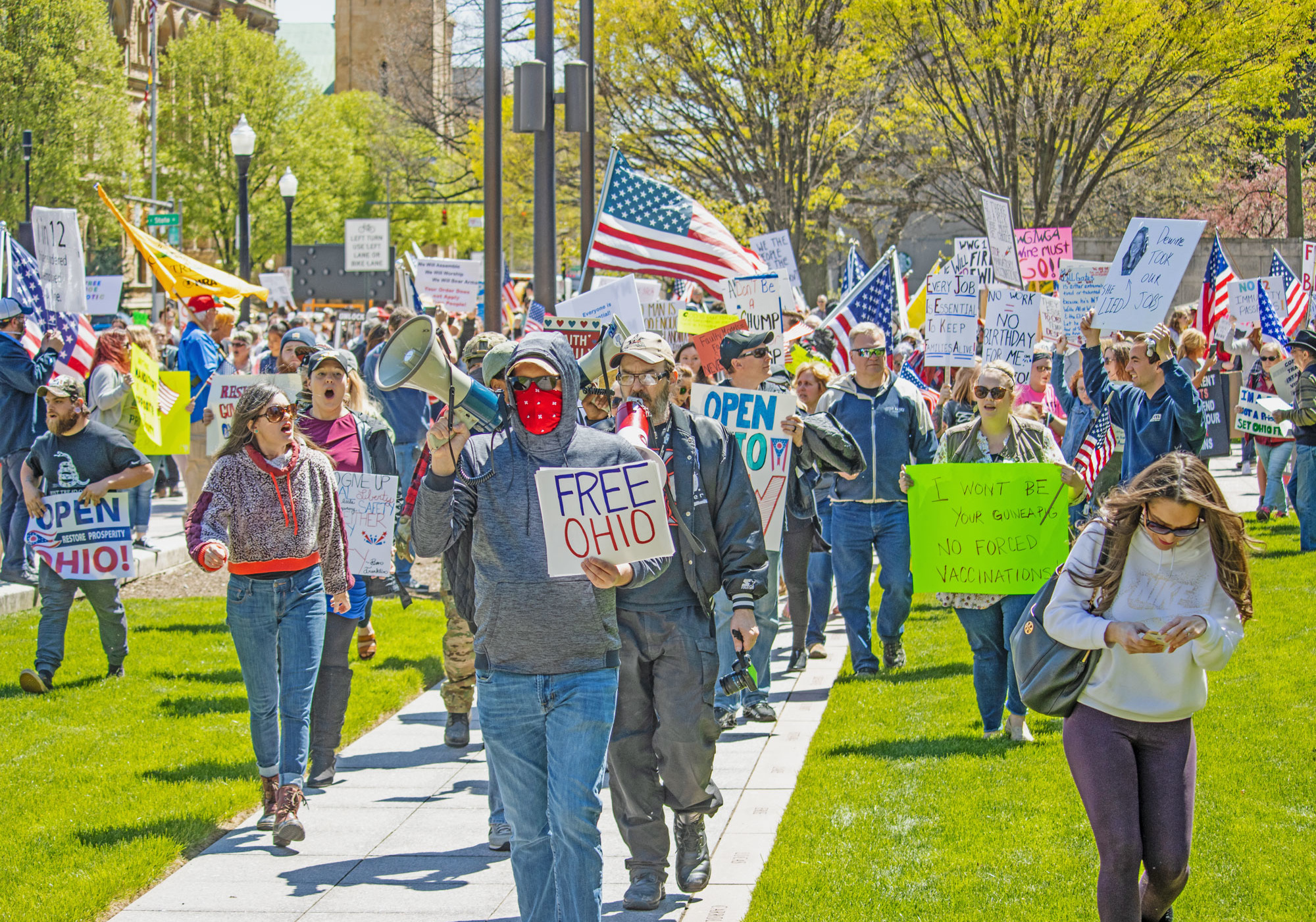
Manifestação em Ohio em 20 de abril de 2020

Em 15 de abril de 2020, um protesto (coloquialmente conhecido como "Operação Gridlock") foi realizado em Lansing, Michigan, no nordeste dos Estados Unidos, contra a extensão da ordem de estadia em casa feita pela governadora Gretchen Whitmer. Entre 3000 e 4000 pessoas se uniram ao protesto e vários milhares de carros e veículos comerciais bloquearam a Avenida Capitol e outras ruas ao redor do Capitólio do Estado. Os protestos em Lansing provocaram enormes ondas de protestos nos estados da Califórnia, Colorado, Indiana,  Kentucky, Carolina do Norte, Ohio, (Este estado já registrava protestos desde 9 de abril) Oregon, Pensilvânia, Texas e Washington. O Presidente Donald Trump tweetou em apoio aos manifestantes, em todo o país, na tentativa de "libertar" os estados das ordens de bloqueio emitidas por seus governadores. O economista Stephen Moore comparou os manifestantes às revoltas de Rosa Parks, ativista do movimento pelos direitos civis nos Estados Unidos.

#### Peru
Desde 17 de abril de 2020, houve manifestações de médicos em Lima solicitando ao governo o apoio que lhes foi prometido para realizar seu trabalho em face da quarentena decretada.

#### Panamá
Em 28 de março de 2020, foram relatados saques de shopping centers nas cidades panamenhas de Curundú e Río Abajo, pertencentes à Cidade do Panamá. O conflito com a polícia local resultou em duas tropas feridas e na captura de quatro pessoas que participaram da manifestação.

#### Venezuela
Em 17 de abril de 2020, foram registrados protestos e marchas nos estados venezuelanos de Falcón, Guárico, Cojedes, Portuguesa e Barinas devido à falta de combustível e à proibição de transportar produtos comestíveis do campo como resultado da quarentena decretada pelo governo bolivariano. O jornal El Pitazo registrou pequenos protestos contra a mesma situação desde 1º de abril.

### Ásia

#### China
Proprietários de pequenas lojas protestaram contra a continuação das cobranças de aluguel fora da loja de departamentos Grand Ocean em Wuhan. Vídeos da manifestação foram postados no Sina Weibo, porém, rapidamente censurados. Uma mulher foi presa e enfrentou acusações criminais depois de tentar reunir cerca de 100 pessoas para protestar contra a má administração e as provisões superfaturadas durante o bloqueio. Foi acusada de "promover brigas e provocar problemas", crime normalmente usado para deter dissidentes e ativistas sociais.
Em 2022, protestos e marchas públicas começaram em cidades como Ürümqi e Cantão em resposta à política contínua de Zero-COVID do governo chinês. Em Xangai, centenas gritavam "Recue, Xi Jinping! Rejeite, Partido Comunista!".

#### Israel
Em 17 de abril de 2020, ocorreram confrontos no bairro ortodoxo de Mea Shearim, em Jerusalém, diante do intenso atrito entre a força pública e a população local. Em 20 de abril em Israel, foram realizadas manifestações contra o primeiro-ministro Benjamin Netanyahu, manifestantes disseram que as políticas contra o COVID-19 adotadas por Netanyahu são "antidemocráticas".

#### Índia
Em 14 de abril de 2020, na cidade indiana de Mumbai, operários migrantes protestaram contra a quarentena decretada por seu governo, a polícia nacional teve que reprimi-los, justificando que violavam o distanciamento social, a cidade é a principal afetada pela pandemia da doença por coronavírus no país.

### Europa

#### Alemanha
Em 18 de abril de 2020, a polícia nacional alemã prendeu vários manifestantes em Berlim que estavam protestando contra as restrições dadas pelo governo. Alguns desses manifestantes chamaram sua marcha de "vigília higiênica". Em 20 de abril, os antissistemas eram de direita. A partir da esquerda, mais uma vez se manifestaram nas ruas da capital contra o governo em oposição às políticas de isolamento, argumentando que "os direitos fundamentais estão sendo restringidos".

#### Espanha
Em 8 de abril de 2020, nas redes sociais, eles chamaram um protesto virtual classificado como "a primeira manifestação online da história", pedindo a renúncia do Presidente do Governo, Pedro Sánchez, por lidar com a crise da saúde.

#### Rússia
Manifestações contra políticas de confinamento foram registradas no Distrito Federal do Sul da Rússia em 18 de abril de 2020, o crescente descontentamento teve seu epicentro em frente ao palácio do governo de Vladikavkaz, na Ossétia do Norte-Alânia. Era que "eles não podem manter a quarentena porque não têm nada com o que alimentar suas famílias".

#### França
Em 19 de abril de 2020, em um subúrbio de Villeneuve-la-Garenne, nordeste de Paris, na França, foram relatados distúrbios que resultaram em uma morte, mais protestos foram relatados em Aulnay-sous-Bois, segundo o governo, por confinamento. A partir da quarentena, eles temem uma "explosão" em mais subúrbios, atingindo níveis de guerrilha urbana em face do sentimento niilista da população nesses setores populares.
Em 20 de abril de 2020, os tumultos foram novamente registrados em Villeneuve, bem como em Asnières-sur-Seine e Gennevilliers. O Ministério do Interior informou que a polícia foi atacada, o sindicato do corpo policial teme que a situação evolua igual à agitação social nas comunas de Paris de 2005.

#### Itália
Em 23 de março de 2020, vários sindicatos na Itália convocaram uma manifestação contra a desigualdade na paralização de empresas em quarentena, argumentando que a saúde dos trabalhadores está exposta a "bens e serviços considerados essenciais", segundo o governo. Foram registrados tumultos e saques no sul da Itália, a cidade mais afetada foi Palermo, onde, segundo o La Repubblica, as pessoas gritavam "Não temos dinheiro para pagar, temos que comer". La Corriere della Sera descreveu os eventos como uma "bomba social" e a polícia local registrou mensagens no Facebook pedindo-lhes que provocassem revoltas. Em Nápoles e Beni, cidades com escassez devido à quarentena, também houve protestos contra políticas de isolamento.

#### Grécia
Em um campo de refugiados, um incêndio foi iniciado como resultado de tumultos pela população local quando soube que um imigrante iraquiano havia morrido com febre, a população o classificou como COVID-19.

#### Suíça

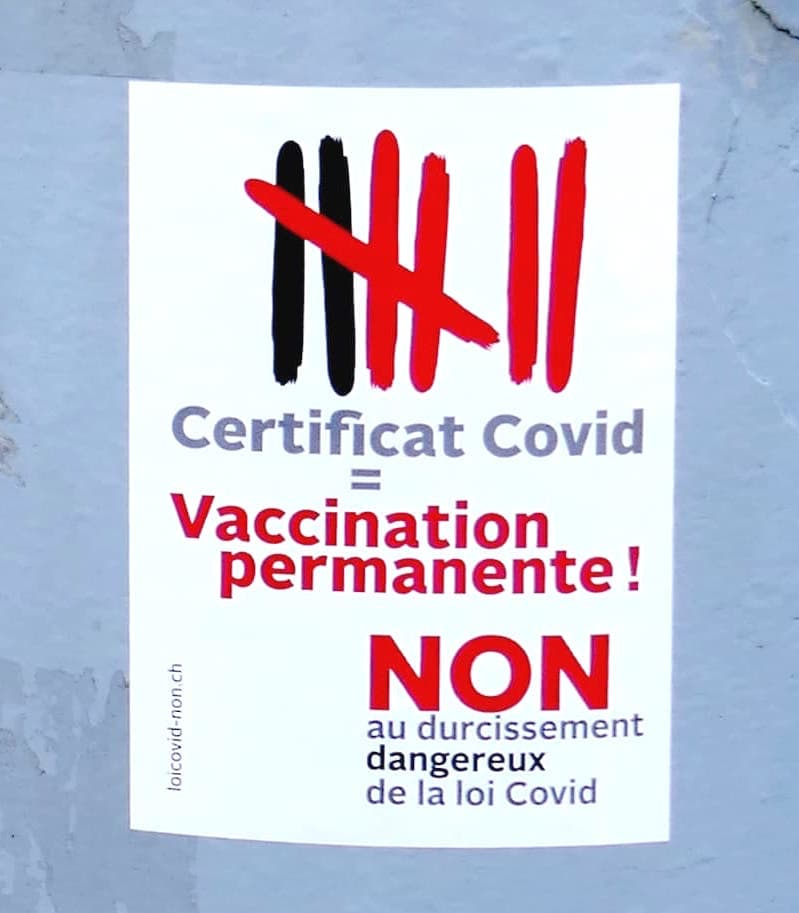
Oposição ao certificado Covid na Suíça, adesivo em Canton of Geneva.

Em 11 de junho de 2020, o membro do Conselho Cantonal de Zurique Urs Hahn foi expulso de seu partido, os Verdes, por se opor à tese da gravidade da pandemia. Em 12 de setembro de 2020, uma manifestação contra as máscaras, as medidas de confinamento ou as supostas mentiras da mídia reúne mil pessoas em Genebra, na Place des Nations, em frente à Nações Unidas · . As três principais figuras da oposição contra respostas à pandemia na Suíça francófona são web videographer Chloé Frammery, Ema Krusi e Christian Tal Schaller. Céticos do corona e opositores às medidas de combate à disseminação da Covid-19 ocupam cada vez mais a Delegacia da Polícia Federal (Fedpol). Ameaças contra funcionários federais estão aumentando.

#### Países Baixos
Em Novembro de 2021, os Países Baixos tiveram a sua maior e mais violenta onda de protestos contra as medidas de controle da pandemia do covid-19. Protestos aconteceram em Hague, [[Rotterdam], Amesterdão, Limburg e Flevoland, entre outros. Torcidas organizadas de futebol invadiram dois jogos que aconteciam em estádios à portas fechadas, sendo apenas transmitido em razão da pandemia. Forças policiais e manifestantes entraram em confrontos em diversos lugares, no que o prefeito de Rotterdam chamou de 'orgia de violência'. Foram três dias de protestos ,que o primeiro ministro Mark Rutte chamou de 'violência pura' realizada por 'idiotas', e se comprometeu à investigar e punir os envolvidos. Pelo menos 145 pessoas foram detidas ao longo dos três dias. Alguns manifestantes foram registrados com Estrela de Davi, reencenando a situação judia durante o Holocausto. Os protestos foram organizados por grupos de extrema-direita.

## Efeitos
A Anistia Internacional pediu que, apesar de serem "tempos extraordinários ... é importante lembrar que a lei de direitos humanos permanece aplicável" em referências a políticas que restringem a liberdade das pessoas, como o respeito ao trabalhador, a acesso universal à saúde e liberdade de expressão, no último caso, ele se referiu ao início do surto em Wuhan, onde "as autoridades locais imediatamente silenciaram e advertiram" os médicos que descobriram a doença por " espalhar boatos ", bem como outros governos que se aproveitam da crise do coronavírus para silenciar seus detratores. A Anistia Internacional também pediram que os governos parem de censurar qualquer crítica às políticas anti-COVID-19 e literalmente "intervenham quando milhões de pessoas passam fome devido a confinamento" para quarentena e imobilização compulsória.
A Anistia Internacional também rejeitou os protestos no Brasil contra a quarentena que pedia o estabelecimento de um regime militar, chamando-o de "um revés de dimensões colossais", e também condenou o Presidente Jair Bolsonaro por participar desses protestos.